# Операция «Колибри»
«Операция „Колибри“» (англ. The Hummingbird Project) — канадско-бельгийский драматический триллер о высокочастотном трейдинге и ультранизкой латентности прямого доступа к рынку. Автор сценария и режиссёр Ким Нгуен, продюсер Пьер Эвен. В главных ролях Джесси Айзенберг, Александр Скарсгард, Майкл Мендо, Сара Голдберг и Сальма Хайек.
Мировая премьера фильма состоялась 8 сентября 2018 года на Кинофестивале в Торонто — 2018. Премьера в США состоялась 15 марта 2019 года от дистрибьютора The Orchard.

## Сюжет
Биржевые маклеры Винсент и Антон Залевски решают реализовать идею в области высокочастотного трейдинга. Они собираются проложить кабель для передачи данных между Канзасской и Нью-Йоркской биржами, обеспечивающий минимальное время задержки. Тогда у них будет конкурентное преимущество. Для этого кабель должен быть проложен по кратчайшему маршруту.
Братья уходят из фирмы, в которой работали, начинают собственное дело, находят инвесторов и осуществляют прокладку кабеля. Их бывший босс Ева Торрес, узнав об инициативе Залевски, включается в гонку и подходит к проблеме с другой стороны. Она узнаёт о передовой системе передачи данных через систему ретрансляторов микроволновой связи при помощи нового протокола. Строительство сети вышек обойдется гораздо дешевле и она может реализовать замысел первой. Стороны строят козни друг другу и в результате никому не удаётся реализовать проект.

## В ролях
| Актёр               | Роль             |
| ------------------- | ---------------- |
| Джесси Айзенберг    | Винсент Залеский |
| Александр Скарсгард | Антон Залеский   |
| Сальма Хайек        | Ева Торрес       |
| Майкл Мэндо         | Марк Вега        |
| Сара Голдберг       | Маша             |
| Анна Магуайр        | Дженни           |
| Фрэнк Шорпион       | Брайан Тейлор    |

## Критика
На агрегаторе рецензий Rotten Tomatoes фильм получил 58 % процентов «свежести» на основе 123 рецензий критиков. Консенсус сайта гласит: «Умный и хорошо снятый, но неудачный фильм, в то же время дополняет фильмографию сценариста и режиссёра Ким Нгуена».
Майк Маккэхил из The Guardian поставил фильму две звезды из пяти, заключив «Мы получили интригующий сюжет, декорации и локации. Однако, с учётом количества сюжетных поворотов — я гарантирую появление у зрителей множества вопросов, которые останутся без ответов после просмотра».